# 阿薩杜拉·薩爾瓦里
阿薩杜拉·薩爾瓦里（1941年—），是阿富汗前政治家和被定罪的戰犯，屬於阿富汗人民民主黨人民派派系。他出生在加茲尼省。
他在蘇聯接受教育，他曾擔任穆罕默德·查希爾沙君主制下的空軍飛行員，後來擔任1973年總統穆罕默德·達烏德汗領導下的空軍指揮官。
當人民民主黨掌政時，他於1978年被任命為阿富汗安全局（AGSA）的負責人，並繼續服務，直到1979年10月被哈菲佐拉·阿明的侄子阿斯杜拉赫·阿明取代。1979年9月，阿薩杜拉參與親塔拉基推翻阿明的陰謀，失敗後，他和他的同志（「四人幫」）逃到蘇聯大使館，在那裡他得到庇護，直到1979年12月蘇聯入侵阿富汗和阿明倒台。
在蘇聯進軍，巴布拉克·卡爾邁勒接掌政府後，薩爾瓦里首先被任命為副總理，但他很快被撤出政府，並於1980年至1986年期間擔任駐蒙古人民共和國大使。1980年1月，薩爾瓦里也成為阿富汗人民民主黨政治局成員。但於1981年，他被剝奪了政治局委員資格，並於1986年7月被黨內中央委員會驅逐出政治局。總統穆罕默德·納吉布拉任命他為駐東德大使直到1988年，然後於1989年任命他為駐南也門大使。
薩爾瓦里在1990年被指控支持沙納瓦茲·塔奈的政變企圖後被驅逐出黨。
1992年5月，在人民民主黨政權倒台後，薩爾瓦里被艾哈迈德·沙阿·马苏德旗下的民兵逮捕，並被關押在潘傑希爾省。2005年，他被調到國家安全局（NDS）。
2005年12月25日，他被指控在作為阿富汗情報負責人任內任意逮捕、折磨和大規模殺害數百名反對者。2006年2月25日，他因命令殺害400多人被判死刑，將會以槍決執行；是後塔利班時代第一次涉及阿富汗戰爭罪行的審判。
2008年，上訴法院將他的判刑改判為19年監禁。他於2017年1月獲釋。